# GeoJSON
GeoJSON (de l'anglais Geographic JSON, signifiant littéralement JSON géographique) est un format ouvert d'encodage d'ensemble de données géospatiales simples utilisant la norme JSON (JavaScript Object Notation).
Il permet de décrire des données de type point, ligne, chaîne de caractères, polygone, ainsi que des ensembles et sous-ensembles de ces types de données et d'y ajouter des attributs d'information qui ne sont pas spatiales.
Le format GeoJSON, contrairement à la majorité des standards de systèmes d'informations géographiques, n'est pas écrit par l'Open Geospatial Consortium (OGC), mais par un groupe de travail de développeurs au travers d'internet.
Ce format est notamment utilisé par :
- Leaflet[2], une bibliothèque logicielle libre en JavaScript de cartographie interactive depuis la version 0.6. Cette bibliothèque est notamment utilisée par le projet OpenStreetMap (OSM).
- D3.js, une bibliothèque libre en JavaScript permettant l'affichage de données numériques sous une forme graphique et dynamique.
- Le langage de programmation Python.

Attention toutefois, en fonction de certaines implémentations, les coordonnées peuvent être dans un ordre différent. Exemple:
- Norme GeoJSON : [longitude, latitude]
- Leaflet : [latitude, longitude]

## Exemples

### Fichier au format GeoJSON
```
{

    
"type"
:
 
"FeatureCollection"
,

    
"features"
:
 
[

        
{

            
"type"
:
 
"Feature"
,

            
"geometry"
:
 
{

                
"type"
:
 
"Point"
,

                
"coordinates"
:
 
[
102.0
,
 
0.5
]

            
},

            
"properties"
:
 
{

                
"prop0"
:
 
"value0"

            
}

        
},

        
{

            
"type"
:
 
"Feature"
,

            
"geometry"
:
 
{

                
"type"
:
 
"LineString"
,

                
"coordinates"
:
 
[

                    
[
102.0
,
 
0.0
],
 
[
103.0
,
 
1.0
],
 
[
104.0
,
 
0.0
],
 
[
105.0
,
 
1.0
]

                
]

            
},

            
"properties"
:
 
{

                
"prop0"
:
 
"value0"
,

                
"prop1"
:
 
0.0

            
}

        
},

        
{

            
"type"
:
 
"Feature"
,

            
"geometry"
:
 
{

                
"type"
:
 
"Polygon"
,

                
"coordinates"
:
 
[

                    
[

                        
[
100.0
,
 
0.0
],
 
[
101.0
,
 
0.0
],
 
[
101.0
,
 
1.0
],

                        
[
100.0
,
 
1.0
],
 
[
100.0
,
 
0.0
]

                    
]

                
]

            
},

            
"properties"
:
 
{

                
"prop0"
:
 
"value0"
,

                
"prop1"
:
 
{
 
"this"
:
 
"that"
 
}

            
}

        
}

    
]

}

```

### Objets géométriques
| Type      | Exemples | Exemples                                                                                |
| --------- | --- | --------------------------------------------------------------------------------------- |
| Point     | | { "type": "Point", "coordinates": [30, 10] }                                            |
| Segments  | | { "type": "LineString", "coordinates": [ 30, 10], [10, 30], [40, 40] }                  |
| Polygones | | { "type": "Polygon", "coordinates": [ 30, 10], [40, 40], [20, 40], [10, 20], [30, 10] } |
| Polygones | { "type": "Polygon", "coordinates": [ 35, 10], [45, 45], [15, 40], [10, 20], [35, 10] ], [ 20, 30], [35, 35], [30, 20], [20, 30] } |                                                                                         |

| Type                  | Exemples | Exemples |
| --------------------- | --- | --- |
| Ensemble de points    | | { "type": "MultiPoint", "coordinates": [ 10, 40], [40, 30], [20, 20], [30, 10] }                                                     |
| Lignes brisées        | | { "type": "MultiLineString", "coordinates": [ 10, 10], [20, 20], [10, 40] ], [ 40, 40], [30, 30], [40, 20], [30, 10] }               |
| Ensemble de polygones | | { "type": "MultiPolygon", "coordinates": [ 30, 20], [45, 40], [10, 40], [30, 20] ], [ 15, 5], [40, 10], [10, 20], [5, 10], [15, 5] } |
| Ensemble de polygones | { "type": "MultiPolygon", "coordinates": [ 40, 40], [20, 45], [45, 30], [40, 40] ], [ 20, 35], [10, 30], [10, 10], [30, 5], [45, 20], [20, 35] ], [ 30, 20], [20, 15], [20, 25], [30, 20] } | |